# Léon Jaussely
Léon Jaussely, né le 9 janvier 1875 à Toulouse et mort le 28 décembre 1932 à Givry, est un architecte et urbaniste français.

## Biographie
Fils d'une lignée de cultivateurs charpentiers du Lauragais (Lanta, Teulat). Il fréquente l'École des Beaux-Arts de Toulouse dès 1895. En 1897, il reçoit le grand prix des Beaux-Arts de Toulouse qui lui permet de poursuivre ses études à Paris dans l'atelier Daumet-Esquié à l'École nationale supérieure des beaux-arts.
Il reçoit le long de sa carrière les plus hautes récompenses : prix Chaudesaigues, prix Labarre, Chanavard, prix des architectes américains mais surtout le grand prix de Rome en 1903.
Il réalise le Plan d'aménagement de Barcelone et obtient l'attention du jury, il fait l'unanimité des suffrages et toute la partie moderne de la ville porte désormais sa trace.
Membre de la commission supérieure et des plans d'extension et d'aménagement des villes ; Membre fondateur de la Société française des urbanistes en 1911, il en fut longtemps le président.
En 1919, pour son projet URBS, il obtint le premier prix du concours international du plan d'extension de la ville de Paris en collaboration avec Expert et Sollier.
Son projet est un accord parfait entre le plan et le rapport. Même si ce projet ne se concrétisera pas, faute d'audace d'initiative et d'ordre de l'administration : « l'auteur, ne propose rien qu'il ne tente de justifier par des chiffres, des démonstrations… Toutes ces questions sont discutées et traitées avec la même conscience et le souci constant de faire une œuvre à la fois grande et durable ; la commission a eu l'impression qu'elle se trouvait devant un maître » compte rendu du jury.
Pionnier du zoning, « science » de l'urbanisme, il réalise les plans de Carcassonne, Pau, Vittel, Tarbes et Toulouse.
Il arrive deuxième au concours devant désigner l'urbaniste chargé de la planification de la nouvelle capitale turque Ankara, la compétition ayant été remporté allemand Hermann Jansen (de).

« Le rapport qui l'accompagne demeurera pour les urbanistes de l'avenir un de ces ouvrages guides dont la connaissance est indispensable. Il faut créer une nouvelle harmonie aux plans urbains… c'est dans la manière de disposer les villes que l'art a à exercer son influence sur la société; il n'y a pas d'art qui se trouve plus en contact avec la vie de tous, puisqu'il est précisément le moyen de vie, d'évolution et d'éducation de la cité. »

En 1923, il est désigné comme architecte-urbaniste pour l'aménagement d'une zone de 25 hectares à Grenoble, sur laquelle doit se tenir en 1925 l'Exposition internationale de la houille blanche, et pour laquelle il obtient le projet du palais de la houille blanche en béton armé. Il ambitionne d'agrandir la ville, ne faisant que 100 000 habitants en 1925, à 500 000 (population  actuelle), en 2013.
Il élabore un projet de gare PLM dans le quartier de la Bajatière (cent ans d'urbanisme, J.F. Parent), sur la ligne ferroviaire du sillon alpin Grenoble-Montmélian, en concomitance avec le projet du PLM d'électrication en 1 500 volts continu.
Ces projets ne verront pas le jour.
Il est le concepteur en collaboration avec Albert Laprade du musée des colonies en 1928 qui deviendra plus tard le musée national des arts d'Afrique et d'Océanie. Et est l'architecte en chef de l'exposition coloniale (Exposition universelle de 1931).

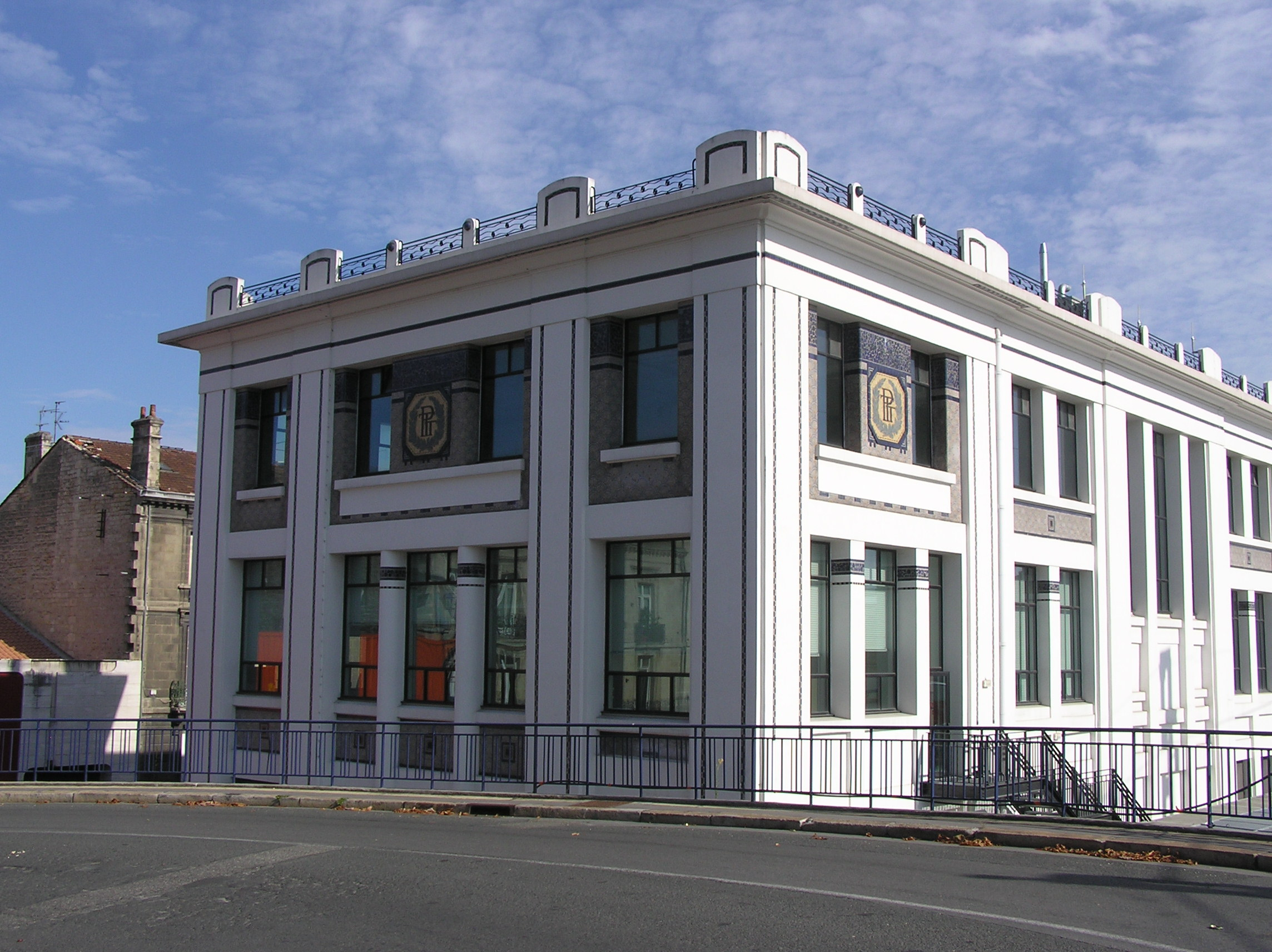
Le centre de tri Saint-Jean à Bordeaux
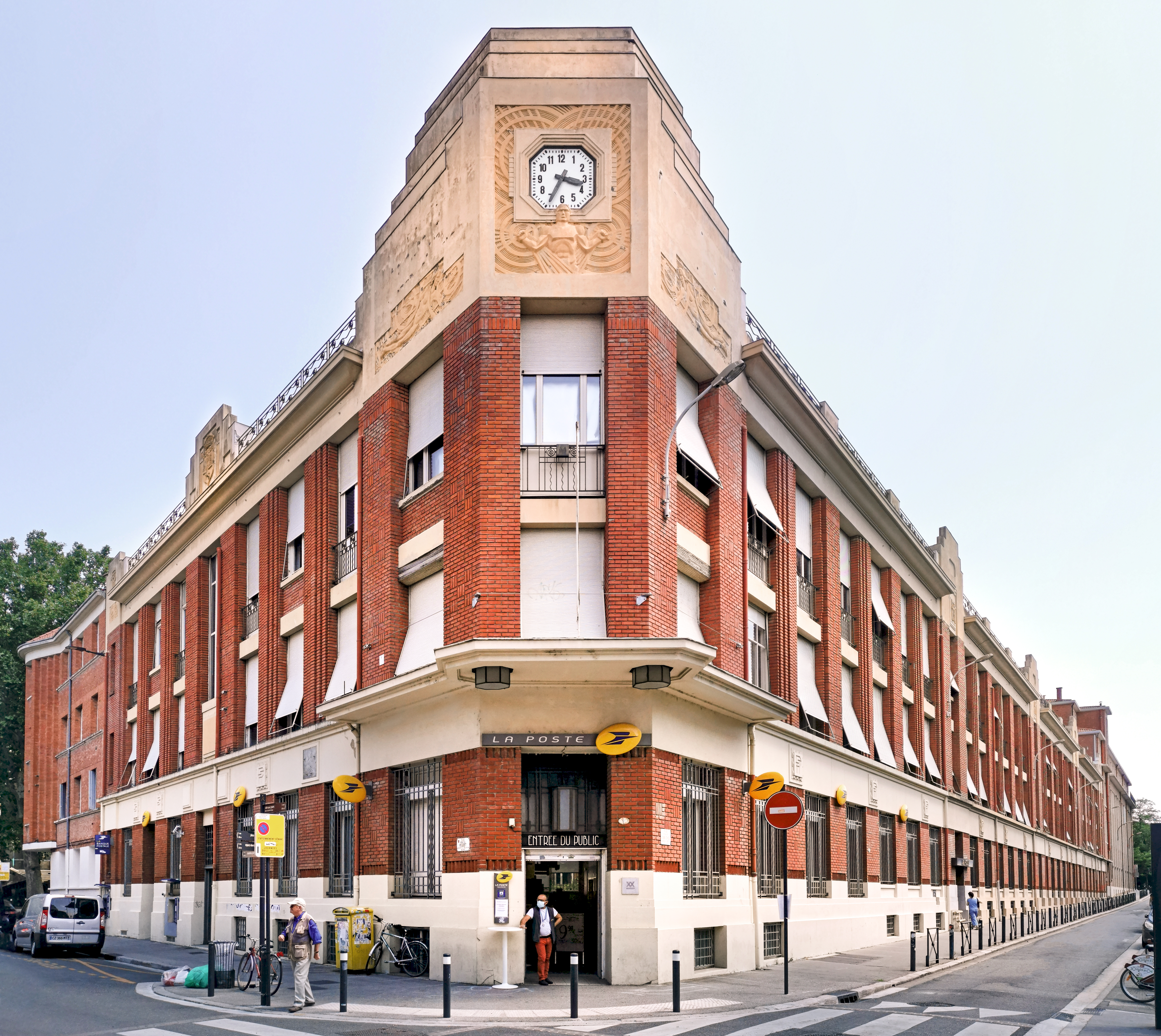
La poste du quartier St Aubin de Toulouse.
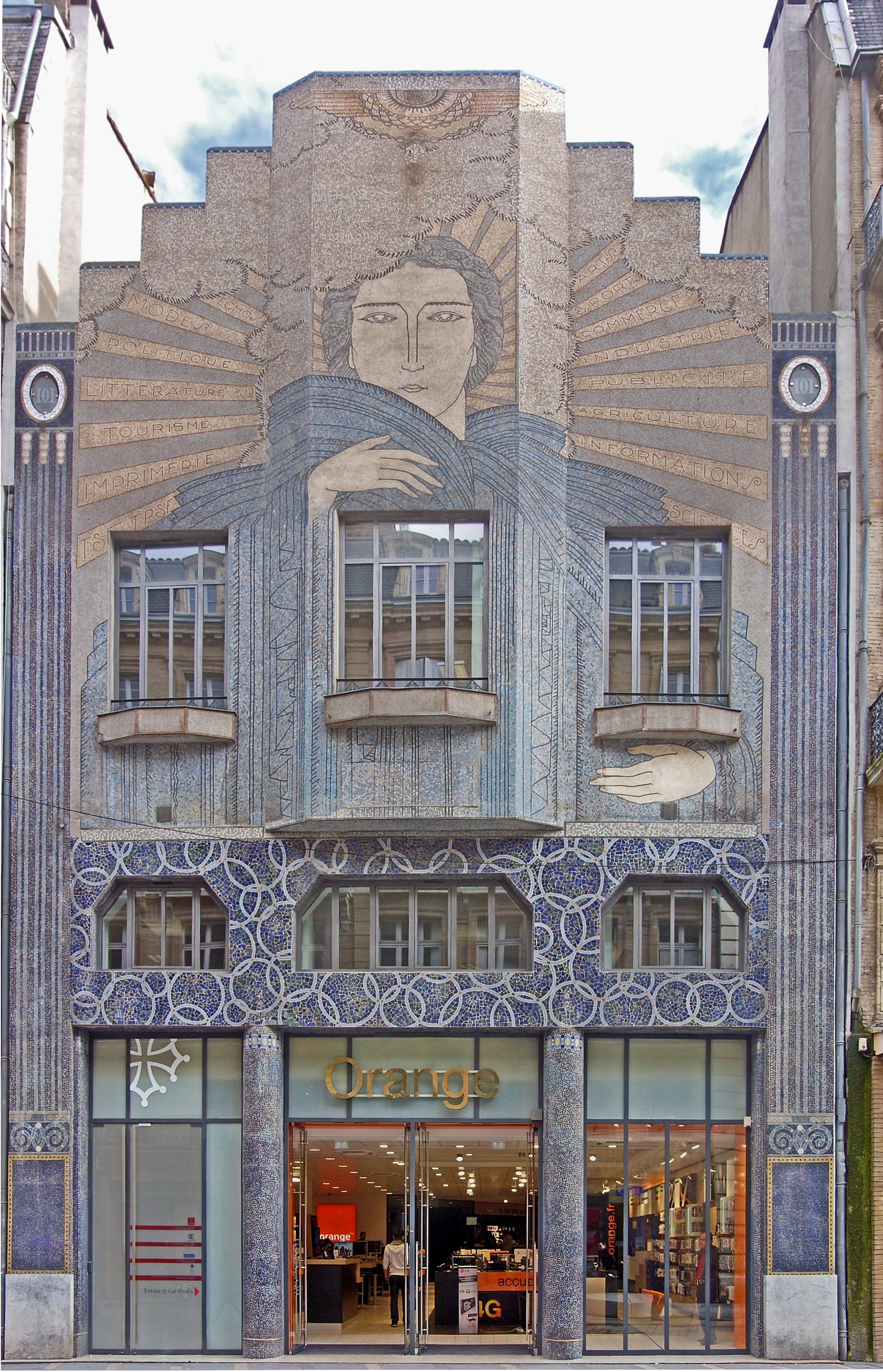
L'ancien siège de La Dépêche, Façade rue Alsace-Lorraine à Toulouse.
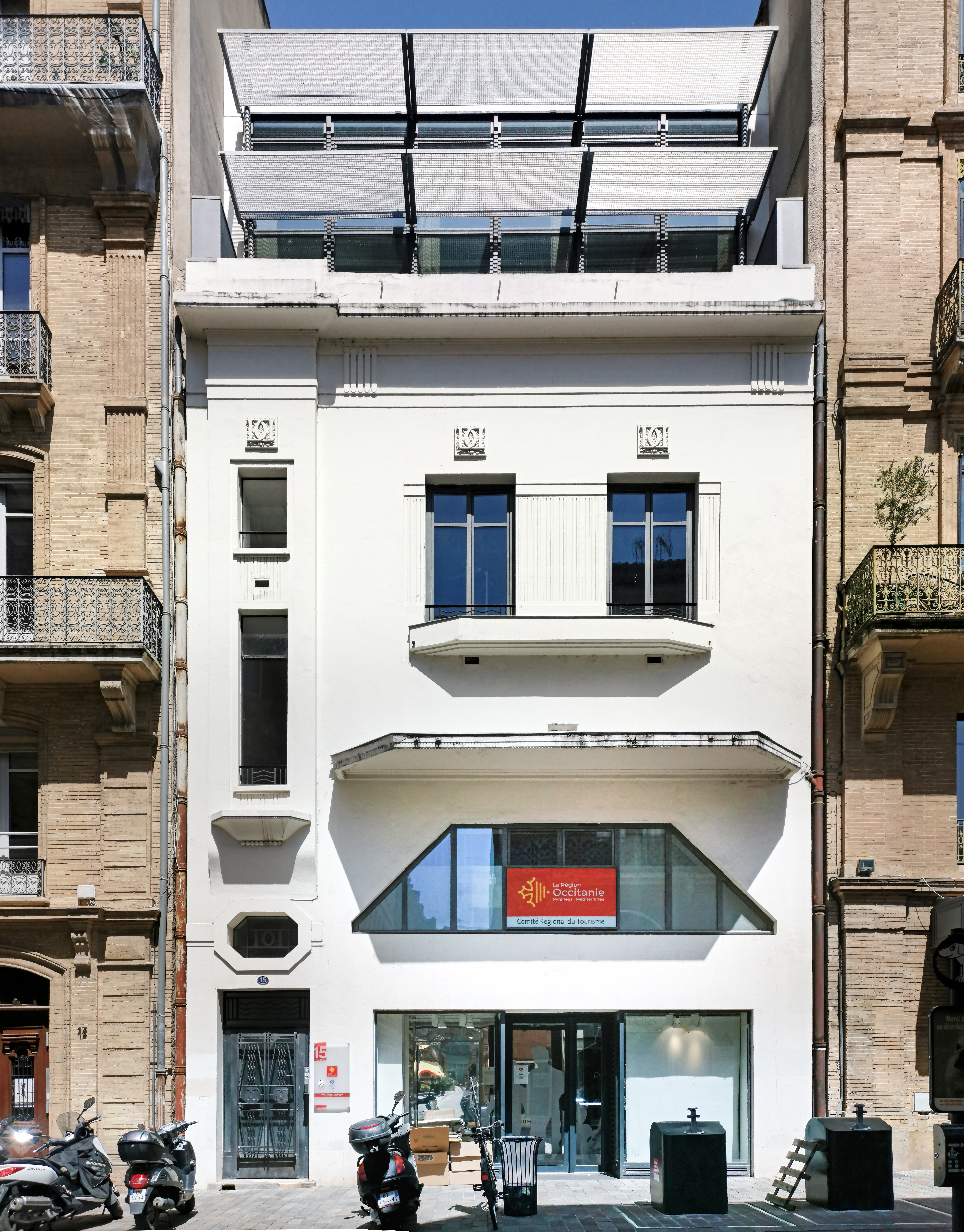
L'ancien siège de La Dépêche, Façade rue Rivals à Toulouse.

En 1929, dans le cadre d'architecte des PTT fonction qu'il obtient en 1914, il réalise de nombreux ouvrages et notamment le centre de tri postal de Bordeaux Saint-Jean, rue Charles-Domercq. Il y fait preuve d'un modernisme et d'un fonctionnalisme en vogue pour l'époque. Son édifice, un corps de bâtiment central, encadré par deux pavillons latéraux a su allier les mesures nécessaires aux bâtiments de fonction industrielle et un décor de façade de mosaïque et de ferronneries important.
Dans le cadre d'architecte des PTT, il réalise également la direction régionale des PTT à Toulouse, et des bureaux de postes parisiens.
En 1932, il réalise l'édifice de La Dépêche du Midi à Toulouse, bâtiment entièrement décoré de mosaïques de Gentil & Bourdet.
Son architecture a été fortement influencée par le modernisme fonctionnel des années 1920, et il a su allier la tradition architecturale tout en s'inspirant d'architectes fondateurs de l'architecture actuelle comme Auguste Perret. Bien que Jaussely ne conçoive pas la logique stéréotomique du béton armé, et qu'il demande à Auguste Perret, en tant qu'architecte en chef de l'Exposition de Grenoble, de refaire son projet de tour d'orientation en augmentant sa masse ; ce qui crée une polémique et fait que Perret décline l'offre.
À la suite d'un voyage en Allemagne pour le compte du ministère des PTT, il tombe gravement malade et meurt le 28 décembre 1932 à Givry (Yonne). Il est enterré à Paris au cimetière du Montparnasse. Son chef d'agence Joseph Bukiet reprend alors la fonction d'architecte des Postes.
Il est officier de la Légion d'honneur.

## Dessins d'architecture
- Forum de Pompéi, grande coupe transversale (est-ouest) à travers le Temple d'Apollon et l'Edifice de l'Eumachia ("Restauration"), graphite, plume, encre noire, et lavis d'aquarelle sur papier contrecollé sur toile, H. 53.3 ; L. 81 cm[5]. Paris, Beaux-Arts[6].
- Forum de Pompéi, grande coupe transversale (ouest-est), à travers la Basilique et le Comintium ("Restauration"),  graphite, plume, encre noire, et lavis d'aquarelle sur papier contrecollé sur toile, H. 53 ; L. 65 cm[7]. Paris, Beaux-Arts[6].

## Élèves
- René Collard
- Frédéric Dupré
- Jacques Joannon-Navier[8]